# Pierre-Alexis Pessonneaux
Pierre-Alexis Pessonneaux, född 25 november 1987, är en fransk friidrottare som tävlar i kortdistanslöpning. 

## Personliga rekord
- 200 meter – 20,89 från 2009